# Berzdorfer See
Berzdorfer See, česky Berzdorfské jezero, je rekultivační jezero vzniklé zatopením bývalého hnědouhelného dolu. Leží na východě Německa, ve spolkové zemi Sasko, ve východní části zemského okresu Zhořelec, jižně od města Zhořelce (Görlitz) Název má podle Schönau-Berzdorfu, největší obce v okolí. Jezero bylo kompletně napuštěno v roce 2013. Rozloha jezera je 965 ha (9,6 km²), délka pobřeží je 15,5 km, v nejhlubším místě je hluboké 71 m.

## Vodní režim
Jezero bylo napájené z Lužické Nisy 1 km dlouhým potrubím o průměru 1,6 m. Zatápění hnědouhelného dolu potrubím z Nisy začalo dne 4. února 2004. Maximální průtok vody v potrubí byl 10 m³/s. Z Nisy byla voda odebíraná při průtocích vyšších než 13,3 m³/s. Z potoka Pließnitz byl důl zaplavován od konce roku 2002, napouštění bylo ukončeno v roce 2013. Každoročně v červnu se u jezera pořádají slavnosti.

## Využití
Od napuštění se využívá k rekreačním účelům, mj. je tu přístav se 150 m dlouhou přístavní hrází.
Kolem jezera vede cyklostezka dlouhá 18 km, vhodná i pro in-line bruslaře. Od června 2011 je v jezeře povoleno koupání na vlastní nebezpečí.